# Дайлер
Дайлер, диалер (от англ. dialer), программа дозвона или «звонилка» — это программа, которая, будучи запущена на компьютере пользователя, делает попытку установить модемное соединение с модемным пулом.
Дайлер является частью всех современных ОС, иногда их встраивают в менеджеры закачки. Помимо модемного соединения, диалеры заодно умеют налаживать соединения через GPRS, COM- и LPT-порты, VPN, PPPoE и т. д.
Существуют и альтернативные программы дозвона. Их преимущества проявляются в основном на мобильных и модемных соединениях. А именно:
- Автоматически менять номер, если в ответ сигнал «Занято».
- Звонить и разрывать связь по таймеру, чтобы не платить по высоким тарифам.
- Фиксировать общее время соединения и/или трафик для каждого из провайдеров (чтобы знать, сколько ещё времени оплачено).
- При разрыве соединения программа может автоматически позвонить ещё раз.
- Если на другом конце ответили голосом, проиграть записанное сообщение и бросить трубку.

Поскольку телефонные модемы постепенно выходят из употребления, уходят в историю повременные тарифы и разрывы связи — а вместе с ними и альтернативные программы дозвона (на VPN- или PPPoE-соединениях зачастую хватает стандартной). Если в сети есть маршрутизатор (выделенный или встроенный в модем), на компьютере конечного пользователя вообще не надо запускать дайлер — работает программа дозвона, встроенная в маршрутизатор.

## Стандартное программное обеспечение
Дайлеры не входили в состав стандартной поставки MS-DOS, однако появились в составе Windows 95. Как и многие другие программы из стандартной поставки Windows, стандартный дайлер обладал рядом недостатков, которые вдохновили многих разработчиков ПО к созданию альтернативных реализаций. 

## Порнодайлеры
Обычные дайлеры, являющиеся легитимным программным обеспечением, не следует путать с аналогичным по названию вредоносным ПО, также часто называемым порнодиалером или порнодайлером.